# Apófis II
Apófis II ou Apepi II foi possivelmente o sexto faraó hicso da XV dinastia egípcia, e teria governado por volta de 1 534 a.C.
De acordo com Nicolas Grimal e vários egiptólogos, este faraó sucedeu Apófis I, pois eles acreditam que havia dois governantes diferentes com o mesmo nome: Apófis I e Apófis II; embora a opinião que prevalece é que existia apenas um faraó chamado Apófis, cujo título real teria mudado durante o longo período de seu reinado.
Ele não é mencionado nos epítomes de Manetão escrito por Flávio Josefo, Júlio Africano, Eusébio de Cesareia e Jorge Sincelo. Ele só é conhecido pelos escaravelhos hicsos encontrados sob seu nome.
Se for verdade que ele realmente existiu, ele seria sucedido por Camudi, último faraó da XV dinastia.